# 皮罗
皮罗（Piro），是印度比哈尔邦Bhojpur县的一个城镇。总人口25638（2001年）。

## 人口
该地2001年总人口25638人，其中男性13585人，女性12053人；0—6岁人口4726人，其中男2472人，女2254人；识字率55.67%，其中男性为64.74%，女性为45.45%。